# Tragopan sàtir
El tragopan sàtir (Tragopan satyra) és una espècie d'ocell de la família dels fasiànids (Phasianidae) que habita boscos de coníferes i de fulla caduca a l'Himàlaia del nord de l'Índia i el sud-est de Tibet.
És un gros ocell que s'assembla al faisà. El mascle té la cara negra amb les galtes i la barbeta de color blau fosc, i l'esquena i la part superior de color marró grisenc. Té taques blanques per tot arreu. El mascle és l'únic tragopan que té punts blancs al pit vermell. La femella és de forma semblant, però tota marró amb fines ratlles blanques a l'esquena i ales de color marró vermellós. Es troba en boscos densos, on s'alimenta al sòl. El crit és un «guaaa» nasal i lamentós.
Resideix en boscos humits d'alzines i rododendres amb sotabosc dens i matolls de bambú, bosc mixt, matolls i barrancs densament vegetats, normalment entre 2.200 m i 4.250 m en època de cria, de vegades baixant fins als 1.800 m a l'hivern.

## Estat de conservació
A la Llista Vermella de la UICN és classificat com gairebé amenaçada. Pateix la caça excessiva: ocasionalment és atrapada per la població local per menjar. El seu hàbitat s'empitjora per la desforestació i la degradació de l'hàbitat a causa de la recol·lecció de fusta, incendis no planificats, recollida de llenya i farratge i pastura de bestiar. Algunes zones, com la zona de Pipar-Santel del Nepal, es podrien pertorbar per la collita comercial de plantes medicinals i culinàries.